# Timple
Il timple è uno strumento musicale della famiglia dei cordofoni originario delle Isole Canarie.

## Descrizione
Esso è caratterizzato dalla cassa armonica di dimensioni molto piccole identica a quella di un Cavaquinho, con la sola differenza che nel Timple è bombata, da cui il soprannome di "Camellito". Lo strumento possiede cinque corde (in alcuni casi quattro) e diversi tipi di accordatura spesso di tipo "rientrante", cioè con la sequenza della corde non organizzata dalla più grave alla più acuta.
La accordatura più usata, partendo dalla corda superiore, è: g' c" e' a' d".
Si suona generalmente con lo "stile rasgueado", cioè eseguendo prevalentemente accordi ritmici.
Il nome deriva dal vocabolo "tiple" cioè "acuto" o "soprano" in spagnolo, modificato per epentesi.
Il timple trae probabilmente origine dalla chitarra barocca o dalla vihuela, portate nelle Canarie dagli spagnoli durante la colonizzazione ed è forse imparentato con il Charango, molto simile per aspetto e accordatura.